# بوکفالوس

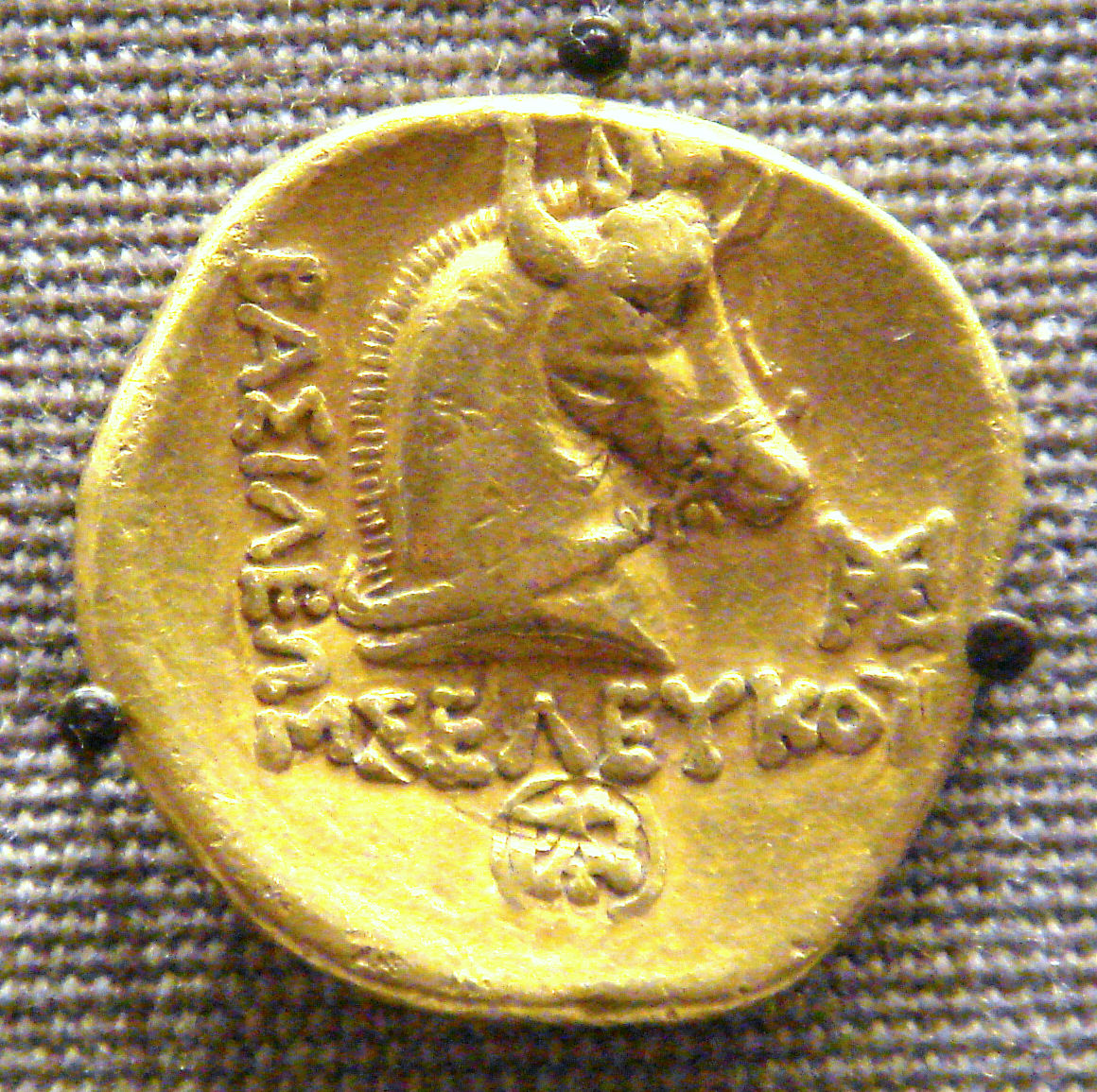
سکهٔ سلوکوس یکم که تصویر بوکفالوس بر آن نقش بسته‌است.

بوکفالوس (به یونانی: Βουκέφαλος یا Βουκεφάλας به معنی «گاوسر»؛ ۳۵۵ – ژوئن ۳۲۶ ق م) اسب اسکندر بزرگ و یکی از مشهورترین اسب‌های روزگار باستان بود. بنا بر روایت‌های تاریخی بوکفالوس پس از نبرد هوداسپس در سال ۳۲۶ ق.م در پاکستان امروزی مرد و در جلال‌پور شریف خارج از جهلم پاکستان دفن شد. طبق روایت دیگری بوکفالوس در شهر تحصیل پهالیه واقع در منطقهٔ مندی بهاءالدین دفن شده‌است.